# Франклін (протока)
Франклін (англ. Franklin Strait) — протока, що відокремлює південно-східне узбережжя острова Принца Уельського Канадського Арктичного архіпелагу від півострова Бутія. Названо на честь англійського дослідника сера Джона Франкліна, який загинув у цих водах під час своєї невдалої експедиції.

## Географія
Розташована на півночі Канади. Береги повністю лежать на території Нунавуту. З'єднує протоки Піл і Белло на півночі з затокою Ларсен на півдні та протокою Мак-Клінток на південному заході. Середня ширина становить 32 км. Середня глибина — 70 м на півдні та 400 м на півночі. Протока є частиною одного з маршрутів проходження Північно-Західним морським шляхом з Атлантичного в Тихий океан через протоки Ланкастер, Барроу, Піл, Франклін, затоку Ларсен, протоку Вікторія, затоку Квін-Мод, протоку Діз, затоку Коронейшен, протоку Долфін-енд-Юніон, затоку Амундсена.
Покрита льодом більшу частину року, суттєве танення льоду починається лише на початку серпня і триває до початку вересня. Зі середини вересня протока знову починає замерзати.